# Carlos P. Garcia

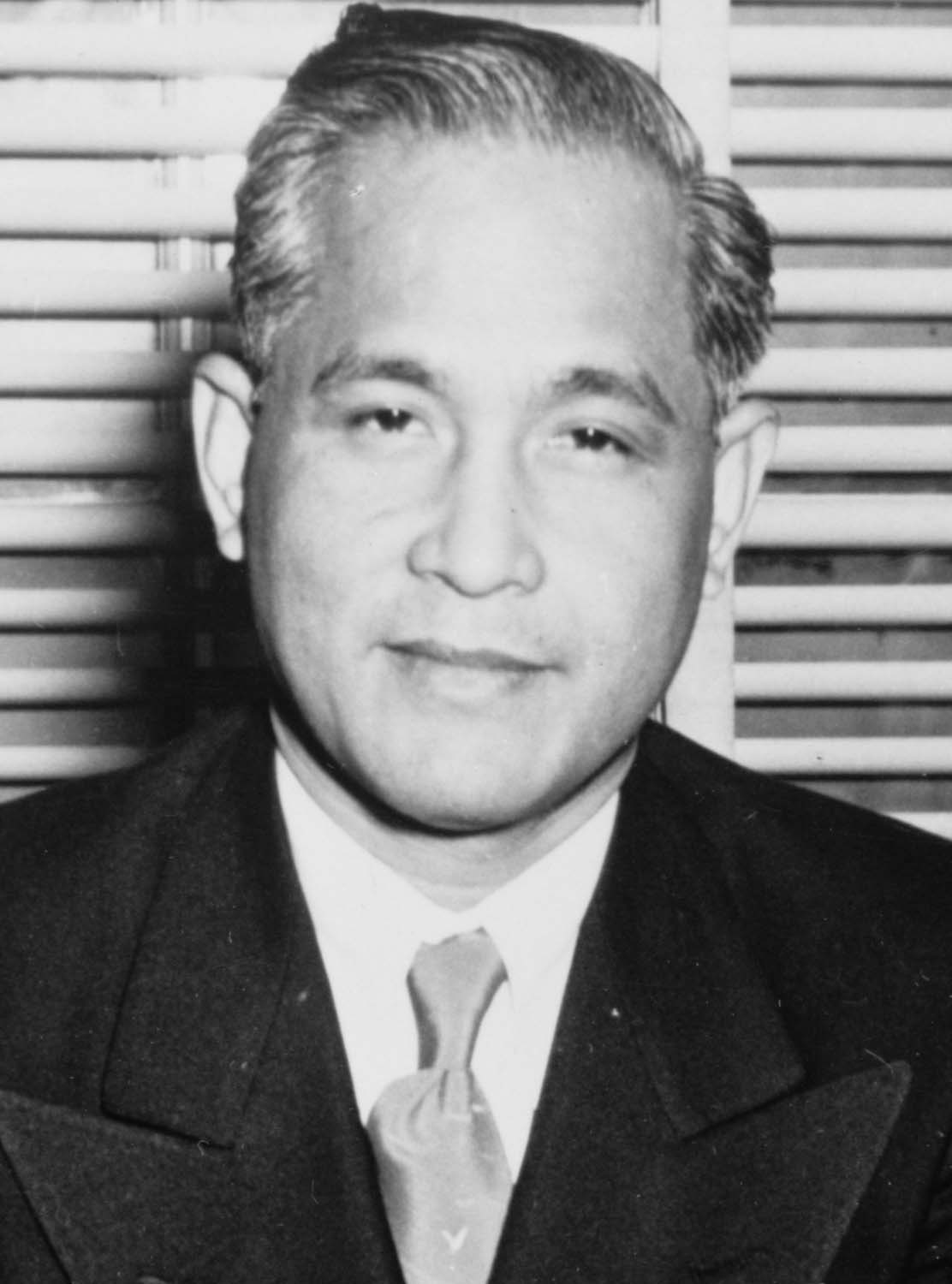
Carlos Polestico Garcia

Carlos Polestico Garcia (* 4. November 1896 in Talibon; † 14. Juni 1971 in Quezon City) war ein philippinischer Politiker und achter Präsident der Philippinen.

## Studium und politische Laufbahn
Der Sohn eines Bürgermeisters studierte Rechtswissenschaften an der Silliman University in Dumaguete und der Philippine Law School. 1923 erwarb er den akademischen Grad eines Bachelor of Laws (LL.B.).
Garcia begann seine politische Karriere 1925 als Abgeordneter des Repräsentantenhauses. Dort vertrat er den Dritten Bezirk von Bohol. Später war er von 1931 und 1941 Gouverneur seiner Heimatprovinz Bohol auf der Inselgruppe Visayas.
1941 wurde er zum Senator gewählt. Anschließend vertrat er bis 1953 die Interessen der „Nacionalista Party“ im Senat der Philippinen. Während des Zweiten Weltkrieges war Garcia aktiv in der Widerstandsbewegung. Im 1. Kongress der Philippinen von 1946 bis 1953 war er zudem Vorsitzender der Minderheit im Senat.

## Vizepräsident und Außenminister
1953 wurde er als Kandidat der „Nacionalista Party“ zum Vizepräsidenten der Philippinen gewählt.
Zugleich berief ihn der damalige Präsident Ramon Magsaysay zum Außenminister von 1953 bis 1957. Als solcher leitete er 1954 die Konferenz von Manila, auf der die Gründung der Southeast Asia Treaty Organization (SEATO) beschlossen wurde. In den Folgejahren leitete er dann die philippinischen Delegationen bei den Treffen der SEATO in Bangkok, Karachi und Canberra.

## Präsident der Republik der Philippinen 1957 bis 1961
Nach dem Tod von Präsident Magsaysay bei einem Flugzeugabsturz am 17. März 1957 wurde Garcia als Vizepräsident zunächst amtierender Präsident. Ende des gleichen Jahres wurde er dann für eine vierjährige Amtszeit zum Präsidenten gewählt.
Während seiner Präsidentschaft vom 30. Dezember 1957 bis zum 30. Dezember 1961 verstärkte er zum einen die traditionell starken Beziehungen der Philippinen zu den USA und suchte zum anderen engere Beziehungen zu anderen nichtkommunistischen Staaten in Asien. Innenpolitisch wurde er insbesondere durch seine „Filipino first“- Politik berühmt. Diese „Zuerst Filipinos“-Politik versuchte die Kontrolle der Wirtschaft des Landes von ausländischen zu philippinischen Händen zu übergeben. Darüber hinaus wurde in seiner Amtszeit das „Bohlen-Serrano-Abkommen“ abgeschlossen, dass dazu führte, dass die Bestandsgarantie für die US-Militärbasen von 99 auf 25 Jahre (mit einer Erneuerungsoption für jeweils fünf Jahre) verkürzt wurde.
Im November 1961 unterlag er jedoch seinem Herausforderer der Liberalen Partei und amtierenden Vizepräsidenten Diosdado Macapagal. Nach dieser Niederlage zog er sich aus der aktiven Politik zurück.

## Politisches Wirken in der Marcos-Ära

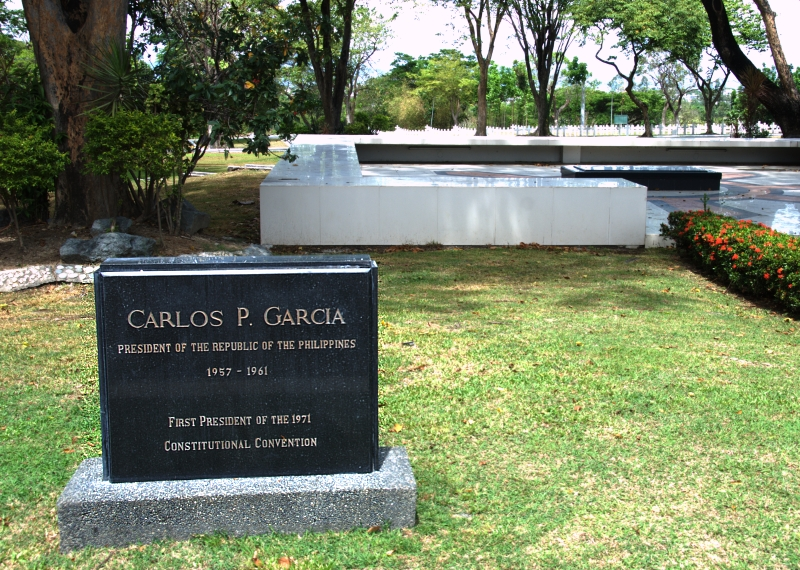
Grabmal Garcias auf dem Libingan ng mga Bayani in Taguig City

Am 11. Juni 1971 berief ihn der damalige Präsident Ferdinand Marcos zum Präsidenten einer Kommission zur Ausarbeitung einer neuen Verfassung. Noch ehe Garcia dieses Amt antreten konnte, verstarb er drei Tage später.
Garcia schrieb darüber hinaus Gedichte wie Batan-Ong Pilipinhon (Filipino Youth) und bekam dafür den Spitznamen „Prinz der Visayas-Poeten“. Zu seinen Ehren wurde eine Gemeinde auf Bohol Pres. Carlos P. Garcia genannt.